# Data retention
Pojem data retention označuje ukládání provozních a lokalizačních údajů u poskytovatelů telekomunikačních služeb, převážně pro účely vyšetřování trestné činnosti.
Ukládají se plošně informace o uskutečněné komunikaci, ovšem bez znalosti jejího obsahu (na rozdíl od odposlechu). Jde jak o telefonní hovory, SMS/MMS, tak připojení k internetu. Data uchovávají poskytovatelé (telekomunikační společnosti, ISP) po dobu 6 měsíců.
Se souhlasem soudu si je mohou vyžádat orgány činné v trestním řízení, Policie ČR, zpravodajské BIS, Vojenské zpravodajství a pro kontrolu kapitalového trhu také ČNB.

## Vývoj data retention
Ukládání provozních dat je spojeno s digitálními systémy a ústřednami.
V roce 2002 došlo k dokončení digitalizace pevné sítě Českého telekomu. Díky tomu už se telefonní hovory neúčtovaly pomocí impulzů, ale podle záznamů o podrobnostech hovoru (anglicky Call Detail Record), které uvádějí dobu spojení a odkud-kam hovor probíhal.
V devadesátých letech také došlo v ČR ke vzniku prvních mobilních GSM sítí, které, už z principu svého fungovaní, musí mít trvalý přehled o poloze zapnutých telefonů (k jaké základnové stanici je telefon přihlášený).
Připojení k internetu také přešlo z vytáčeného připojení k trvalému připojení (pomocí technologií jako ADSL, CATV) a stále běžnější je připojení přes mobilní síť.
Spolu s těmito změnami začalo vznikat velké množství informací – o tom, jak se uživatel telefonu pohybuje, komu volá, jaké servery na internetu navštívil. Množství těchto informací by poskytovatelé ukládali i bez zákonné povinnosti – např. podrobný výpis hovorů pro účely účtování služeb.

## Zákonná úprava v ČR
Zákonem, který stanovuje povinnost ukládání dat, je zákon č. 127/2005 Sb., o elektronických komunikacích v § 97, odst. 3.
Samotný rozsah dat upravuje vyhláška 357/2012 Sb., o uchovávání, předávání a likvidaci provozních a lokalizačních údajů.
Vojenské zpravodajství může podle zákona 289/2005 Sb. a § 98a zákona o elektronických komunikacích od roku 2021 k prevenci a detekci kybernetických útoků a hrozeb provozovat u poskytovatelů telekomunikačních služeb vlastní zařízení. Tyto černé skřínky se v zákoně nazývají „nástroje detekce“ a mají zaznamenávat pouze metadata, provozní a konfigurační údaje v určeném bodě sítě. Podmínky provozu určuje Inspektor pro kybernetickou obranu jmenovaný Vládou ČR vždy na pět let.
Kritici zde poukazují na nedostatečnou kontrolu (vojáci kontrolují sami sebe), riziko nekalých praktik podobných projektu Boundless Informant, XKEYSCORE, barterů mezi NSA a britskou tajnou službou GCHQ apod.
Povinnost poskytování informací orgánům činným v trestním řízení je upravena v § 88a Trestního řádu (zákon č. 141/1961 Sb.).

### Soudní spory
V roce 2010 se skupina 51 poslanců domáhala zrušení ustanovení § 97 odst. 3 a 4 zákona č. 127/2005 Sb., o elektronických komunikacích. Ústavní soud příslušné odstavce zrušil. Obměněný text byl však znovu doplněn. V roce 2017 se skupina 58 poslanců domáhala zrušení stejných ustanovení, tento návrh však Ústavní soud v roce 2019 zamítl.
Zatímco Soudní dvůr Evropské unie (SDEU) opakovaně judikoval, že plošné sledování odporuje evropskému právu i Chartě základních práv EU, Ústavní soud ČR naopak došel k závěru, že česká právní úprava, která uchovávání dat přikazuje, je v pořádku. Na rozpor poukazuje Iuridicum Remedium a další.
Od ledna 2020 o změnu legislativy usiluje novinář Jan Cibulka. Ten ve spolupráci se spolkem Iuridicum Remedium žaluje za sběr Ministerstvo průmyslu a obchodu. V červnu 2023 v tomto sporu nevyhověl odvolání Městský soud v Praze.

## Zákonná úprava v EU
Povinnost data retention byla v EU zavedena směrnicí 2006/24/ES – jedním z hlavních důvodů byla reakce na teroristické útoky v Londýně v roce 2005.
Tato směrnice však byla rozhodnutím Soudního dvora EU zrušena 8. dubna 2014.
Evropský soudní dvůr v roce 2020 potvrdil, že právo EU brání vnitrostátním právním předpisům, které vyžadují, aby poskytovatel služeb elektronických komunikací prováděl obecný a nerozlišující přenos nebo uchovávání provozních údajů a lokalizačních údajů za účelem boje proti trestné činnosti obecně nebo ochrany národní bezpečnosti.
Podle některých právních názorů také plošný sběr osobních dat porušuje e-privacy směrnici. Ústavní soud ČR v roce 2019 konstatoval, že "na evropské úrovni nepanuje politická shoda na podobě unifikované úpravy problematiky data retention. Změnu trendu směrem k posílení ochrany osobních údajů, práva na soukromí atd. demonstruje mimo jiné přijetí GDPR či příprava přijetí tzv. e-privacy nařízení".

## Ukládané údaje

### Pevná telefonní síť
- telefonní číslo volajícího
- telefonní číslo volaného
- telefonní čísla účastnící se konferenčního hovoru
- identifikátor telefonní karty (veřejné telefonní automaty)
- datum a čas zahájení hovoru
- délka hovoru
- typ telefonní služby (hlasová služba, schránka, videohovor, přesměrování, SMS)
- stav komunikace
- doplňující údaje
- jméno, příjmení a adresa zákazníka

### Mobilní telefonní síť
- telefonní číslo volajícího
- telefonní číslo volaného
- identifikátor IMSI
- telefonní čísla účastnící se konferenčního hovoru
- datum a čas
- délka hovoru
- označení BTS, přes kterou hovor začal
- označení BTS, kde hovor skončil
- identifikátor přístroje (IMEI)
- typ telefonní služby (hlasová služba, schránka, videohovor, přesměrování, SMS, MMS)
- doplňující údaje
- jméno, příjmení a adresa zákazníka

### Internet
- typ připojení
- telefonní číslo nebo označení uživatele
- identifikátor uživatelského účtu
- MAC adresa
- datum a čas zahájení a ukončení připojení
- označení přístupového bodu u bezdrátového připojení
- IP adresa a číslo portu
- jméno, příjmení a adresa zákazníka

## Počty předání dat
Operátoři na základě zákonné povinnosti (§ 97 odst. 10 Zákona o elektronických komunikacích) a vyhlášky č. 318/2010 Sb. hlásí počty předání provozních a lokalizačních dat – tato statistika se předává ČTÚ.

### Souhrnné počty podle roků
| rok  | žádostí | poskytnuto | nebylo poskytnuto | % neposkytnutých |
| ---- | ------- | ---------- | ----------------- | ---------------- |
| 2008 | 131 560 | 129 070    | 2 490             | 2 %              |
| 2009 | 280 271 | 269 825    | 10 446            | 4 %              |
| 2010 | 299 363 | 289 169    | 10 194            | 3 %              |
| 2011 | 141 531 | 122 685    | 18 846            | 13 %             |
| 2012 | 67 651  | 56 335     | 11 316            | 17 %             |
| 2013 | 198 822 | 195 504    | 3 318             | 2 %              |

Pro srovnání v roce 2013 došlo dle PČR k 54 560 případům vyžádání dat. Rozdíl oproti datům od ČTÚ (198 822 případů za stejné období) je způsobený jinou metodikou (policie započte dotaz na všechny telekomunikační poskytovatele jako jeden, ČTÚ dostane data od všech poskytovatelů). Také v údajích od Policejního prezidia nejsou informace od dalších oprávněných subjektů.

### Druh sledované komunikace
Data za období 2008–2013.
| typ komunikace | žádostí | % z celku |
| -------------- | ------- | --------- |
| mobilní síť    | 953 205 | 90 %      |
| pevná síť      | 89 494  | 8 %       |
| internet       | 19 889  | 2 %       |

### Stáří sledované komunikace
Data za období 2008–2013.
| stáří dat   | žádostí | % z celku |
| ----------- | ------- | --------- |
| 0–3 měsíců  | 809 294 | 76 %      |
| 3–6 měsíců  | 215 998 | 20 %      |
| 6–9 měsíců  | 28 202  | 3 %       |
| 9–12 měsíců | 9 094   | 1 %       |